# Liste der denkmalgeschützten Objekte in Petronell-Carnuntum
Die Liste der denkmalgeschützten Objekte in Petronell-Carnuntum enthält die 22 denkmalgeschützten, unbeweglichen Objekte der niederösterreichischen Marktgemeinde Petronell-Carnuntum.

## Denkmäler
| Foto |                 | Denkmal | Standort                                                 | Beschreibung | Metadaten |
| ---- | --------------- | --- | -------------------------------------------------------- | --- | --- |
| ja   | Datei hochladen | Grabsteine (römisch) HERIS-ID: 15244 Objekt-ID: 11485                                                                            | Badgasse 42, westlich, im Kurpark Standort KG: Petronell | Im teilweise auf dem Gebiet von Petronell-Carnuntum liegenden Kurpark Bad Deutsch-Altenburg sind römerzeitliche Funde aus dem nahegelegenen Pfaffenberg ausgestellt. Außerdem befindet sich dort ein Wetterhäuschen aus dem frühen 20. Jahrhundert. | BDA-Hist.: Q37772855 Status: § 2a Stand der BDA-Liste: 2025-06-30 Name: Grabsteine (römisch) GstNr.: 1094/2 |
| ja   | Datei hochladen | Auxiliarkastell Carnuntum HERIS-ID: 111503 Objekt-ID: 129338                                                                     | Burgfeld Standort KG: Petronell                          | Das aus Stein errichtete Kastell am Westrand der Lagerstadt konnte eine 500 Mann starke Reitereinheit aufnehmen. Die Mauer war mit rechteckigen, innen angesetzten Zwischen- und trapezförmigen Ecktürmen verstärkt und von einem Graben umgeben. Eck- und Zwischentürme ragten nicht über die Mauerflucht hinaus. Lediglich die rechteckigen Flankentürme der Lagertore setzten sich deutlich von der Umwehrung ab. Die Mauerkrone war auf einem aus Erde aufgeschütteten Wehrgang begehbar. Die Südostecke war mit Holzbohlen befestigt, die auf an der Kastellmauer angesetzten Pfeilern lagen. Die Prätorialfront war gegen das Donauufer orientiert und gleich wie das Legionslager ausgerichtet. Die Lagerfläche betrug 3,65 Hektar. An Innenbauten sind Kasernen, das Lazarett, die Wohnhäuser der Offiziere, das Kommandogebäude und das Kastellbad bekannt. Beim Bau der modernen Wohnsiedlung wurde nicht das komplette Kastell zerstört. Im Bereich des Kastellbades und bei zwei Abschnitten der südlichen und östlichen Mauer konnte eine moderne Überbauung verhindert werden. | BDA-Hist.: Q64512600 Status: Bescheid Stand der BDA-Liste: 2025-06-30 Name: Auxiliarkastell Carnuntum GstNr.: 319/1, 319/4, 327/12, 327/13, 330/9, 330/30, 330/31, 330/32, 330/33, 330/34, 330/35, 331/52 |
| ja   | Datei hochladen | Schüttkasten (herrschaftlich) HERIS-ID: 15298 Objekt-ID: 11542                                                                   | Gutshof 11 Standort KG: Petronell                        | Der monumentale viergeschoßige Bau hat ein ziegelgedecktes Walmdach und profilierte Steinfenster. Laut einer Inschrift aus dem Erbauungsjahr 1774 wurde er auf römischen Resten und mit römischen Ziegeln errichtet. | BDA-Hist.: Q37773914 Status: Bescheid Stand der BDA-Liste: 2025-06-30 Name: Schüttkasten (herrschaftlich) GstNr.: 146/3 |
| ja   | Datei hochladen | Heidentor HERIS-ID: 23886 Objekt-ID: 20254                                                                                       | Heidentoräcker Standort KG: Petronell                    | Der antike Quadrifrons ist das Wahrzeichen der Region Petronell-Carnuntum. Das Bauwerk stand ursprünglich auf vier massiven, quadratischen Pfeilern, die durch ein Kreuztonnengewölbe miteinander verbunden waren. Seine Fläche betrug 16,2 × 16,2 m, die 4,35 m breiten Pfeiler standen in einem Abstand von 5,83 m zueinander. Sie reichen über die Gewölbezone hinaus und trugen über dem Gebälk eine waagrechte Attika. Es wurde wahrscheinlich unter Kaiser Constantius II. (337-361) als Siegesdenkmal errichtet. Seine beiden westlichen Pfeiler und ein Bogengewölbe sind bis heute erhalten geblieben. Die Statuenbasis im Zentrum wurde zwischen 1998 und 2003 rekonstruiert, die Mauerreste restauriert und konserviert. | BDA-Hist.: Q1594216 Status: § 2a Stand der BDA-Liste: 2025-06-30 Name: Heidentor GstNr.: 777 Heidentor (Carnuntum) |
| ja   | Datei hochladen | Pest-/Dreifaltigkeitssäule HERIS-ID: 15294 Objekt-ID: 11538                                                                      | bei Hauptplatz 21 Standort KG: Petronell                 | Das Pestdenkmal in Petronell, 1698/1699 von Otto Ehrenreich von Abensperg und Traun gestiftet und von Ferdinand Groß ausgeführt, ist eine dreiseitige barocke Säule mit hohem Sockel, umfassender Balustrade und bekrönender Dreifaltigkeitsgruppe. Auf dem Sockel stehen vier Statuen: Maria Immaculata, Johannes Nepomuk, hl. Borromäus und hl. Ulrich. | BDA-Hist.: Q37773892 Status: § 2a Stand der BDA-Liste: 2025-06-30 Name: Pest-/Dreifaltigkeitssäule GstNr.: 1012/4 |
| ja   | Datei hochladen | Figur hl. Florian HERIS-ID: 15306 Objekt-ID: 11550                                                                               | Hauptstraße 2 Standort KG: Petronell                     | | BDA-Hist.: Q37774007 Status: § 2a Stand der BDA-Liste: 2025-06-30 Name: Figur hl. Florian GstNr.: 839/16 |
| ja   | Datei hochladen | Bildstock HERIS-ID: 15301 Objekt-ID: 11545                                                                                       | bei Hauptstraße 20 Standort KG: Petronell                | Der Nischenpfeiler aus dem frühen 18. Jahrhundert hat profilierte Gesimse und Abschlüsse. In seiner rundbogigen Nische steht eine Maria-Lourdes-Statue. | BDA-Hist.: Q37773929 Status: § 2a Stand der BDA-Liste: 2025-06-30 Name: Bildstock GstNr.: 1011/12 |
| ja   | Datei hochladen | Figuren von zwei Mautmännchen HERIS-ID: 64596 Objekt-ID: 77334                                                                   | Hauptstraße 47 + 54 Standort KG: Petronell               | Die zwei steinernen Torfiguren auf dem Mauerteil beidseits der Hauptstraße sind mit 1731 bezeichnet. | BDA-Hist.: Q38107633 Status: Bescheid Stand der BDA-Liste: 2025-06-30 Name: Figuren von zwei Mautmännchen GstNr.: 41, 21 Petronell Mautmännchen |
| ja   | Datei hochladen | Wohnhaus Bei den Mautmandln HERIS-ID: 15293 Objekt-ID: 11537                                                                     | Hauptstraße 49 Standort KG: Petronell                    | Das Wohnhaus Bei den Mautmandln ist ein barockes giebelständiges Häuschen aus dem 2. Viertel des 18. Jahrhunderts. | BDA-Hist.: Q37773891 Status: Bescheid Stand der BDA-Liste: 2025-06-30 Name: Wohnhaus Bei den Mautmandln GstNr.: 23 |
| ja   | Datei hochladen | Kath. Pfarrkirche hl. Petronella HERIS-ID: 15245 Objekt-ID: 11486                                                                | bei Kirchenplatz 4 Standort KG: Petronell                | Romanische Saalkirche im Nordosten des Ortes, von der mittelalterlichen Friedhofsmauer umgeben. Dreiteiliger Baukörper aus Langhaus, Chor und mächtigem Westturm. Südliche Seitenkapelle vom Ende des 14. Jahrhunderts und das Schallgeschoß des Kirchturms aus dem Ende des 17. Jahrhunderts. | BDA-Hist.: Q37772879 Status: § 2a Stand der BDA-Liste: 2025-06-30 Name: Kath. Pfarrkirche hl. Petronella GstNr.: 1 Pfarrkirche hl. Petronella |
| ja   | Datei hochladen | Kriegerdenkmal HERIS-ID: 15289 Objekt-ID: 11532                                                                                  | bei Kirchenplatz 4 Standort KG: Petronell                | Kriegerdenkmal an der nordwestlichen Giebelmauer der Pfarrkirche mit Relief von 1920 | BDA-Hist.: Q37773885 Status: § 2a Stand der BDA-Liste: 2025-06-30 Name: Kriegerdenkmal GstNr.: 1 |
| ja   | Datei hochladen | Friedhof HERIS-ID: 15291 Objekt-ID: 11534                                                                                        | bei Kirchenplatz 4 Standort KG: Petronell                | Umgibt die Pfarrkirche, im 20. Jahrhundert Erweiterung nach Osten. Mittelalterliche Umfassungsmauer. | BDA-Hist.: Q37773888 Status: § 2a Stand der BDA-Liste: 2025-06-30 Name: Friedhof GstNr.: 1 Friedhof Petronell-Carnuntum |
| ja   | Datei hochladen | Bildstock HERIS-ID: 15292 Objekt-ID: 11536                                                                                       | südwestlich Markomannengasse 1 Standort KG: Petronell    | | BDA-Hist.: Q37773889 Status: § 2a Stand der BDA-Liste: 2025-06-30 Name: Bildstock GstNr.: 25/2 |
| ja   | Datei hochladen | Figurenbildstock HERIS-ID: 15304 Objekt-ID: 11548                                                                                | bei Schaffelhof 2 Standort KG: Petronell                 | | BDA-Hist.: Q37773941 Status: § 2a Stand der BDA-Liste: 2025-06-30 Name: Figurenbildstock GstNr.: 558/2 |
| ja   | Datei hochladen | Rundkapelle hl. Johannes der Täufer HERIS-ID: 15300 Objekt-ID: 11544                                                             | nördlich Scharndorferweg 9 Standort KG: Petronell        | Der um 1200 errichtete romanische Sakralbau wird seit dem 18. Jahrhundert als Abensperg-Traun'sche Familiengruft (Petroneller Linie) genutzt. | BDA-Hist.: Q14912645 Status: Bescheid Stand der BDA-Liste: 2025-06-30 Name: Rundkapelle hl. Johannes der Täufer GstNr.: 89 Rundkirche Petronell |
| ja   | Datei hochladen | Schloss Abensperg-Traun HERIS-ID: 15297 Objekt-ID: 11541                                                                         | Schloss 1 Standort KG: Petronell                         | Eine frühbarocke, vierflügelige Anlage, die ab 1660 unter Ernst III. von Abensperg und Traun ausgebaut wurde. | BDA-Hist.: Q872511 Status: Bescheid Stand der BDA-Liste: 2025-06-30 Name: Schloss Abensperg-Traun GstNr.: 156/1, 154/1, 154/2, 155, 156/2, 157, 159/3, 154/3, 884/3, 159/1, 159/2, 159/4, 159/5 Schloss Petronell |
| ja   | Datei hochladen | Tiergartenmauer und Spolien HERIS-ID: 15290 Objekt-ID: 11533                                                                     | Tiergarten Standort KG: Petronell                        | Die etwa 3,2 Kilometer lange Mauer, die den mehr als 50 Hektar großen sogenannten Tiergarten des Guts Petronell umschließt, wurde im 17. Jahrhundert unter Verwendung von Spolien aus den Ruinen von Carnuntum errichtet. | BDA-Hist.: Q37773886 Status: § 57-Mandatsbescheid Stand der BDA-Liste: 2025-06-30 Name: Tiergartenmauer (Spolien) GstNr.: 846/1, 846/2, 846/3, 846/4, 865, 885, 882 |
| ja   | Datei hochladen | Zivilstadt West HERIS-ID: 112233 Objekt-ID: 130306seit 2014                                                                      | Tiergarten, Gstettenbreiten, Auen Standort KG: Petronell | In der Regierungszeit des Claudius entstand parallel zu einem Holz-Erde-Lager mit angeschlossenem Lagerdorf auch eine Zivilsiedlung. Zu Beginn des 2. Jahrhunderts lebten dort bereits rund 50.000 Menschen. Seit Beginn des 2. Jahrhunderts n. Chr. war sie Verwaltungszentrum der römischen Provinz (Ober-)Pannonien. Sie zählt zu den bedeutendsten und am umfangreichsten erforschten antiken Ausgrabungsstätten in Österreich. Ihre Ost-West-Ausdehnung betrug ca. 2, die von Norden nach Süden etwa 1,5 Kilometer. Im Westen reichte ihr Areal bis etwa 1,5 Kilometer westlich des heutigen Petronell-Carnuntum in Richtung Wildungsmauer, Flur Gstettenbreite. Im Norden war sie durch den Steilhang der Donau mit ihren nur schwer zugänglichen Auwäldern und ihrer Nebenarme begrenzt. Im Süden reichte die Bebauung in etwa bis zur heutigen Ortsumfahrung an der Bundesstraße 9 (Amphitheater II). Anmerkung: großflächiges Gebiet, Koordinaten beziehen sich auf den Archäologiepark                                                                                             | BDA-Hist.: Q37829777 Status: Bescheid Stand der BDA-Liste: 2025-06-30 Name: Zivilstadt West GstNr.: 142/1, 148/3, 153/1, 153/3, 158/1, 846/1, 846/2, 846/3, 846/4, 848, 849, 851, 852, 853/1, 853/2, 853/3, 853/4, 854/1, 855, 856, 857, 858, 859, 860, 861, 862, 863, 864/1, 864/2, 864/3, 864/4, 864/5, 864/6, 864/7, 864/8, 865, 866/1, 866/2, 882, 883/1, 883/2, 141/2, 141/11, 141/12, 141/13, 141/14, 141/15, 843, 853/5, 854/4 Open air museum Petronell |
| BW   | Datei hochladen | Carnuntum, östliche Zivilstadt mit Stadtmauer und Umfeld der zivilen und militärischen Zentralbereiche HERIS-ID: 113625seit 2022 | Standort KG: Petronell                                   | Anmerkung: Das geschützte Gebiet der Zivilstadt von Carnuntum erstreckt sich über die heutigen Gemeinden Scharndorf, Petronell-Carnuntum und Bad Deutsch-Altenburg. Großflächiges Gebiet, die Koordinate ist beliebig auf eines der Grundstücke gesetzt. | BDA-Hist.: Q112894194 Status: Bescheid Stand der BDA-Liste: 2025-06-30 Name: Carnuntum, östliche Zivilstadt mit Stadtmauer und Umfeld der zivilen und militärischen Zentralbereiche GstNr.: 309/1, 309/2, 310/1, 310/2, 315, 793/5, 449/1, 449/2, 406, 767, 344/1, 344/4, 344/5, 782/2, 793/6, 320/3, 321/1, 407/1, 407/2, 428, 793/2, 336/1, 336/4, 337/2, 337/4, 337/5, 403, 311, 288/2, 288/3, 440/1, 440/2, 869/1, 136, 139/1, 139/15, 140, 141/1, 323/1, 389, 306, 132, 795/8, 450, 327/3, 327/4, 330/40, 331/1, 340/2, 340/3, 409/1, 776, 415/2, 415/3, 116, 436/2, 438, 439/1, 402/1, 402/3, 790/1, 790/2, 790/3, 321/2, 411/1, 411/2, 411/3, 411/4, 412/1, 412/2, 425, 796/1, 336/3, 343/5, 791/2, 793/7, 416/1, 436/1, 346/1, 346/4, 434/2, 415/6, 336/15, 415/1, 427, 431/1, 307, 784/1, 784/2, 303, 1023/1, 342/3, 339/3, 339/4, 339/5, 341/1, 345/4, 448, 789, 447, 768, 335/1, 335/2, 783/2, 792/3, 408/2, 409/2, 92/3, 93, 781, 455, 294, 301, 302, 390, 304/2, 405/1, 405/2, 316/1, 316/2, 325/2, 347/1, 347/4, 322, 783/3, 404, 388/1, 308, 421/1, 421/2, 434/1, 331/55, 326/17, 304/1, 305/1, 305/2, 451, 452/2, 453, 454, 410, 424, 785/1, 299, 426/1, 426/2, 452/1, 794/1, 289, 292, 300, 323/2, 324, 415/9, 348/3, 298, 431/2, 295, 296, 401/1, 401/2, 345/5, 345/6, 415/5, 415/4, 317/1, 340/1, 345/7, 345/8, 312, 124, 791/1, 439/3, 439/4, 439/2, 290, 141/6, 141/5, 141/4, 141/7, 133/2, 133/3, 134, 141/8, 396/1, 396/2, 396/3, 396/4, 396/5, 396/6, 422, 395/2, 395/3, 1025/2, 783/1, 415/7, 783/4, 419, 314/2, 314/3, 408/1, 408/3, 341/3, 402/2, 402/4, 388/2, 388/3, 785/2, 446, 293, 791/3, 793/1, 112, 320/2, 774/1, 435, 343/1, 139/6, 117/1, 775, 291, 334/1, 334/2, 416/2, 416/4, 141/3, 1027, 1030, 1071, 1024/1, 1025/1, 1028/1, 1028/4, 1068/1, 1080/1, 782/1, 433/2, 128, 139/11, 129, 420, 349/3, 350/1, 351/2, 793/8, 297/1, 297/2, 437, 314/1, 318, 342/4, 320/1, 317/2, 313, 430, 766/3, 423, 391/2, 395/1, 844/2, 113/2, 158/2, 774/2, 338/5, 333/1, 125, 338/4, 429/1, 429/2, 429/3, 429/4 |
| ja   | Datei hochladen | Kapelle hl. Anna HERIS-ID: 15299 Objekt-ID: 11543                                                                                | bei Zur Annakapelle 1 Standort KG: Petronell             | Hoher genordeter Zentralbau über kreuzförmigem Grundriss, 1744 im Westen des Ortes erbaut. | BDA-Hist.: Q37773925 Status: § 2a Stand der BDA-Liste: 2025-06-30 Name: Kapelle hl. Anna GstNr.: 96 |
| ja   | Datei hochladen | Westliche Vorstadt von Carnuntum HERIS-ID: 112983 Objekt-ID: 131208seit 2018                                                     | Standort KG: Petronell                                   | | BDA-Hist.: Q105646852 Status: Bescheid Stand der BDA-Liste: 2025-06-30 Name: Westliche Vorstadt von Carnuntum GstNr.: 867/1, 868 |
| ja   | Datei hochladen | Teilbereich der Kuruzzenschanze HERIS-ID: 206285seit 2020                                                                        | Standort KG: Petronell                                   | Die Befestigungsanlage (Erdwall mit Palisaden und kleinen Forts) wurde in den Jahren 1703/04 erbaut und bis zum Ende des 18. Jahrhunderts betrieben. Der Wall sollte die kaiserlichen Truppen der Habsburger im Kampf gegen die Kuruzzen unterstützen – bäuerliche Aufständische aus Ungarn im Gefolge des Aufstandes von Franz II. Rákóczi (1704–1711) – und den Zugang von Ungarn nach Wien sperren. Anmerkung: Erstreckt sich auch nach Rohrau | BDA-Hist.: Q107878090 Status: Bescheid Stand der BDA-Liste: 2025-06-30 Name: Teilbereich der Kuruzzenschanze GstNr.: 278/3, 402/3, 441, 1083, 1084, 1119, 481, 485, 484/2, 487/1, 487/2, 488, 482/1, 482/2, 486/1, 486/2, 486/3, 1082, 466, 483 Kuruzzenschanze, Austria |